# Verónica Zurita
Verónica Zurita Castro (sinh ngày 10 tháng 1 năm 1974) là một chính trị gia người Ecuador. Bà là nữ thị trưởng đầu tiên của thành phố Santo Domingo, Ecuador.

## Tiểu sử
Verónica Zurita sinh ra tại Santo Domingo, Ecuador vào ngày 10 tháng 1 năm 1974. Bà hoàn thành chương trình học cấp hai tại Trường Calazacón và học tại UTE University  và tốt nghiệp với bằng kỹ sư nông nghiệp. Bà cũng có bằng thạc sĩ quản trị kinh doanh và bằng tốt nghiệp quản lý tại chính quyền tỉnh. Trước khi tham gia chính trường, bà là người quản lý của Nhà ga mặt đất ở Santo Domingo và là giáo sư tại UTE.
Năm 2002, Zurita được bầu vào hội đồng thành phố Santo Domingo đại diện cho Đảng cánh tả dân chủ. Năm 2004, bà từ chức khỏi vị trí của mình để ứng cử vào văn phòng Mayoral của thành phố, nhưng đã thua với 31% phiếu bầu chống lại Kléber Paz y Miño, người đã tìm kiếm thành công.
Trong 2009 Ecuadorian provincial elections, cuối cùng, ông Zurita đã được bầu làm thị trưởng đại diện cho Liên minh PAIS, biến bà trở thành người phụ nữ đầu tiên trở thành Thị trưởng của thành phố Santo Domingo. Thị trưởng của bà được đặc trưng bởi sự cải thiện cơ sở hạ tầng và cung cấp nước uống và hệ thống ống nước được cải thiện cho thành phố.

## Trích dẫn
1. 1 2  "Zurita le declara la guerra a la corrupción". La Hora (bằng tiếng Tây Ban Nha). ngày 1 tháng 4 năm 2009. Bản gốc lưu trữ ngày 29 tháng 2 năm 2016. Truy cập ngày 29 tháng 2 năm 2016.
2. 1 2 3  "168 alcaldes irán a la reelección en febrero". El Comercio (bằng tiếng Tây Ban Nha). ngày 6 tháng 1 năm 2016. Bản gốc lưu trữ ngày 29 tháng 2 năm 2016. Truy cập ngày 29 tháng 2 năm 2016.
3. ↑  "En Santo Domingo de los Colorados el agua potable es una obra vital que no llega a los usuarios". El Universo (bằng tiếng Tây Ban Nha). ngày 21 tháng 9 năm 2004. Bản gốc lưu trữ ngày 29 tháng 2 năm 2016. Truy cập ngày 29 tháng 2 năm 2016.
4. ↑  "Una mujer encabeza encuestas". La Hora (bằng tiếng Tây Ban Nha). ngày 10 tháng 12 năm 2008. Bản gốc lưu trữ ngày 29 tháng 2 năm 2016. Truy cập ngày 29 tháng 2 năm 2016.
5. ↑  ""He cumplido en un 99%"". La Hora (bằng tiếng Tây Ban Nha). ngày 14 tháng 8 năm 2012. "He_cumplido_en_un_99%".html Bản gốc lưu trữ ngày 29 tháng 2 năm 2016. Truy cập ngày 29 tháng 2 năm 2016.